# Cormocephalus punctatus
Cormocephalus punctatus är en mångfotingart som beskrevs av Carl Oscar von Porat 1871. Cormocephalus punctatus ingår i släktet Cormocephalus och familjen Scolopendridae.
Artens utbredningsområde är:
- Lesotho.
- Zimbabwe.

## Underarter
Arten delas in i följande underarter:
- C. p. punctatus
- C. p. villosus